# Фенвік (Західна Вірджинія)
Фенвік (англ. Fenwick) — переписна місцевість (CDP) в США, в окрузі Ніколас штату Західна Вірджинія. Населення — 69 осіб (2020).

## Географія
Фенвік розташований за координатами 38°13′47″ пн. ш. 80°34′52″ зх. д. / 38.22972° пн. ш. 80.58111° зх. д. (38.229721, -80.581081).  За даними Бюро перепису населення США в 2010 році переписна місцевість мала площу 0,40 км², з яких 0,37 км² — суходіл та 0,03 км² — водойми.

## Демографія
Згідно з переписом 2010 року, у переписній місцевості мешкало 116 осіб у 47 домогосподарствах у складі 33 родин. Густота населення становила 292 особи/км².  Було 65 помешкань (164/км²).
Расовий склад населення:
| - 95,7 % — білих |

До двох чи більше рас належало 4,3 %. Частка іспаномовних становила 0,0 % від усіх жителів.
За віковим діапазоном населення розподілялося таким чином: 19,0 % — особи молодші 18 років, 64,6 % — особи у віці 18—64 років, 16,4 % — особи у віці 65 років та старші. Медіана віку мешканця становила 46,3 року. На 100 осіб жіночої статі у переписній місцевості припадало 87,1 чоловіків;  на 100 жінок у віці від 18 років та старших — 91,8 чоловіків також старших 18 років.
Середній дохід на одне домашнє господарство  становив 40 179 доларів США (медіана — 32 426), а середній дохід на одну сім'ю — 37 876 доларів (медіана — 32 059). За межею бідності перебувало 12,3 % осіб, у тому числі 0,0 % дітей у віці до 18 років та 57,9 % осіб у віці 65 років та старших.
Цивільне працевлаштоване населення становило 69 осіб. Основні галузі зайнятості: роздрібна торгівля — 58,0 %, виробництво — 8,7 %, освіта, охорона здоров'я та соціальна допомога — 7,2 %.